# Gnophos nigrescens
Gnophos nigrescens là một loài bướm đêm trong họ Geometridae.